# 黑蘭花 (電影)
《黑蘭花》（英語：The Black Orchid）是一部於1959年上映的美國劇情片。電影由馬丁·里特，並由索非娅·罗兰和安東尼·奎恩主演。

## 劇情
蘿絲·比安科是一名為著名黑幫守寡的的花店店員，與鰥夫弗蘭克·瓦倫特尋找幸福。蘿絲正在對付兒子拉爾夫，他在為問題男孩設置的農場工作，儘管拉爾夫被警告如果他再逃跑，他會被送去工读学校。
弗蘭克有一個長大且唯一的女兒瑪麗為他打點一切。來寶和瑪麗彼此相愛並訂婚，但瑪麗拒絕與他結婚，因為她擔心沒人會照顧她的父親。她要求來寶可以跟娶她，但要與她一起待在父親的房子裡，但是來寶的公司在大西洋城，所以他希望在通勤路途附近購買一所房子。然而與此同時，她拒絕接受蘿絲成為繼母，並允許她成為家庭一份子。弗蘭克結婚之前那天，瑪麗熨燙弗蘭克的衣服，煮所有食物，將自己鎖在房間裡。由於弗蘭克的妻子在瑪麗出生後患有嚴重的抑鬱症和精神疾病，弗蘭克擔心女兒繼承了已故妻子的精神疾病。這讓蘿絲和弗蘭克取消了一切，這對他們倆都造成毀滅性的後果。
與此同時，蘿絲帶弗蘭克去兒子拉爾夫工作的農場探望他。他們達成協議，弗蘭克和蘿絲結婚時不再監護拉爾夫。當他發現婚禮已取消，並且自己無法離開時，他逃離了工作農場，讓警察滿屋子找他。第二天，來寶來了，看到弗蘭克在椅子上睡覺；瑪麗仍然將自己反鎖在樓上。他請求她出來，但沒有任何回應。這兩個男人同意唯一的希望就是祈禱。來寶決定將弗蘭克送到蘿絲的家，並在教堂裡等他。弗蘭克發現蘿絲正在電話旁等待有關拉爾夫的信息，並透露了他夾在她和女兒之間所遭受的痛苦。
弗蘭克離開並教堂與來寶匯合，蘿絲則前往弗蘭克的房子去面對瑪麗。她的兒子來到教堂，希望被他們送去工讀學校前最後一次見一見母親。弗蘭克和來寶將他帶回農場，並與寄宿經理哈蒙先生達成共識。另一方面，瑪麗以為屋子裡就只有她一個人，並開了門走出了房間。在那兒，她遇到了蘿絲，瑪麗決定設法幫助弗蘭克找到幸福，即便如此也不是與蘿絲。蘿絲與瑪麗爭辯自己的觀點，使她了解自己對父親的愛，最後瑪麗接受了她，要求她留下來喝咖啡。弗蘭克、蘿絲、來寶和瑪麗一起吃早餐。最後，蘿絲和弗蘭克將拉爾夫帶離了工作農場，三人愉快地走向了地平線。

## 角色表
- 索非娅·罗兰 飾 蘿絲·比安科
- 安東尼·奎恩 飾 弗蘭克·瓦倫特
- 彼得·馬克·里希曼（英语：Peter Mark Richman） 飾 來寶
- 弗吉尼亞·文森特 飾 阿爾瑪·加洛
- 弗蘭克·普利亞（英语：Frank Puglia） 飾 亨利·加洛
- 吉米·拜爾德 飾 拉爾夫·比安科
- 娜歐蜜·史蒂文斯（英语：Naomi Stevens） 飾 朱利亞·加洛
- 維特·比賽爾（英语：Whit Bissell） 飾 哈蒙先生
- 伊娜·巴林（英语：Ina Balin） 飾 瑪麗·瓦倫特

## 外部鏈接
- 互联网电影数据库（IMDb）上《黑蘭花》的资料（英文）
- AllMovie上《黑蘭花》的资料（英文）